# MDCC-Arena
El MDCC-Arena se ubica en Magdeburgo, en el estado federado de Sajonia-Anhalt, Alemania. Su equipo titular es el 1. FC Magdeburg, club que actualmente juega en la 2. Bundesliga.

## Historia

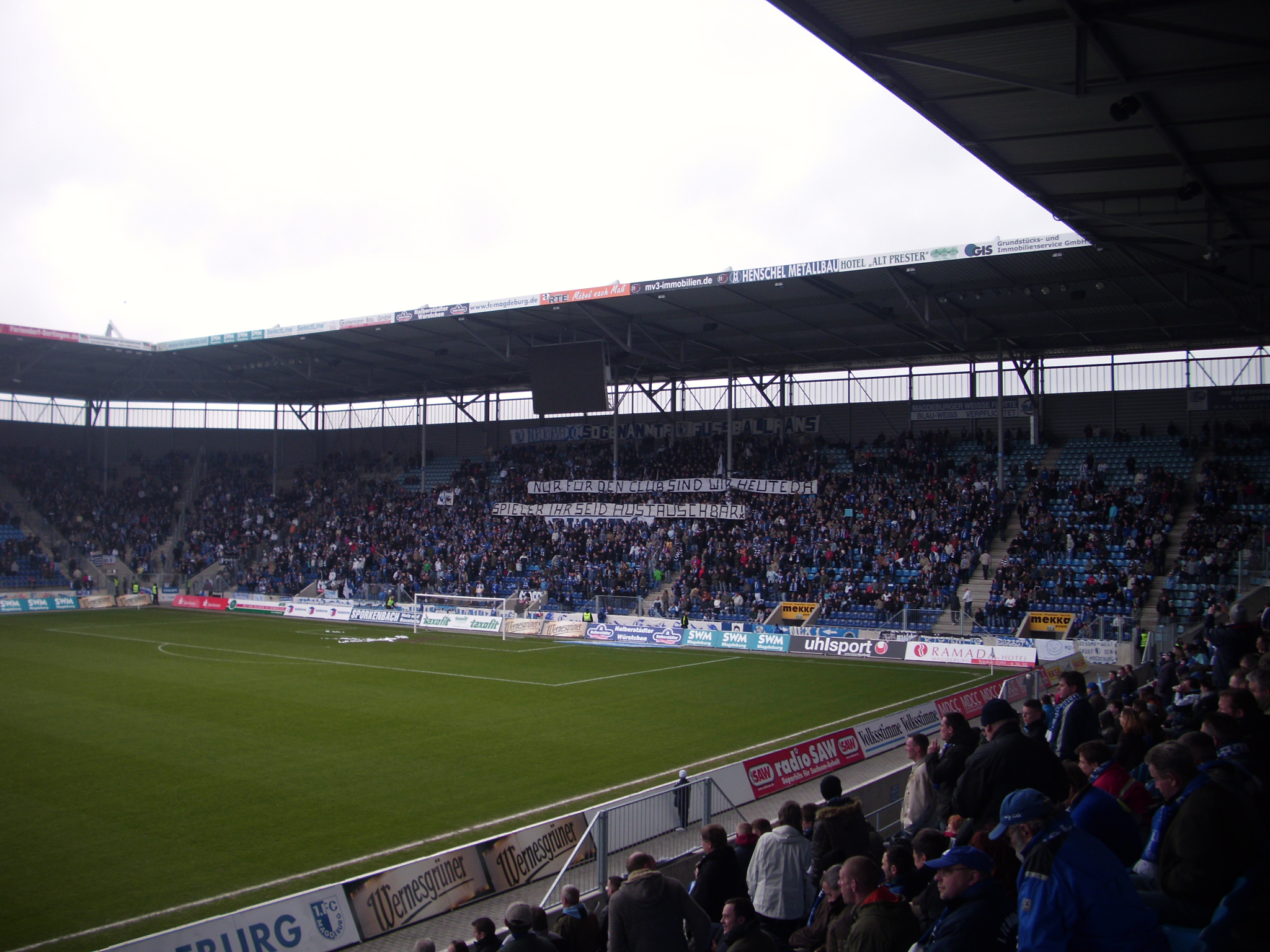
View towards the north stand.

El primer estadio en este lugar había sido inaugurado el 14 de abril de 1912 como el hogar de SV Victoria 96 Magdeburg. En 1914 fue sede de la finales para el campeonato alemán entre  Spielvereinigung Fürth y VfB Leipzig. En 1937 fue comprado por el Allianz compañía de seguros después de Victoria había ido a la quiebra. Durante Segunda Guerra Mundial el estadio fue completamente destruida por los bombardeos.

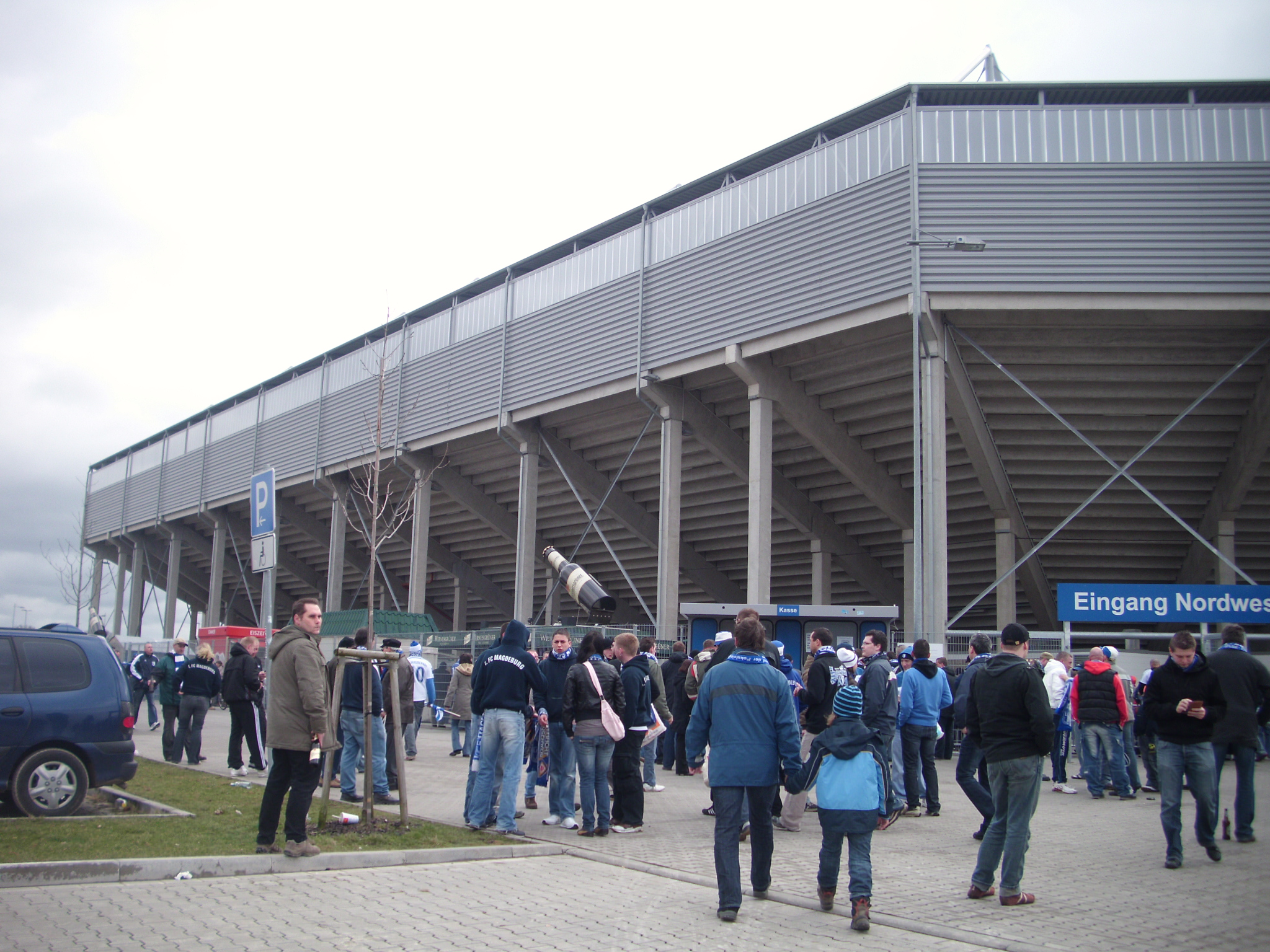
Outside of the north stand.

Después de la Segunda Guerra Mundial la ciudad de Magdeburgo planeaba erigir un centro deportivo que consta entre otros de un estadio con capacidad para 80.000 personas y un natatorio. Sin embargo, la ciudad no pudo adquirir el lugar originalmente destinado por lo que el proyecto fue abandonado. En lugar de ello, la ciudad decidió construir un nuevo estadio al este del río Elba, en el sitio del estadio Victoria. Con el fin de erigir las gradas, a unos 5,3 millones de pies cúbicos de escombros fueron transportados desde las ruinas de la ciudad. El estadio estaba equipado con una pista de atletismo y fue inaugurado en frente de una multitud de 40 000 el 18 de septiembre de 1955.
A través de los años, se ha actualizado varias veces, partes de las gradas se pusieron bajo un techo, y se instalaron luces de inundación. Sin embargo, después de la reunificación de Alemania del estadio cayó en mal estado y en 2004 el ayuntamiento decidió construir uno nuevo en el mismo sitio. El Ernst-Grube-Stadion fue demolido entre marzo y junio de 2005, y la construcción del nuevo estadio comenzó el 4 de julio de 2005.
El primer partido se llevó a cabo el 19 de diciembre de 2006. Frente a una multitud de 13 279, alberga 1. FC Magdeburg llegó a un cero a todos empate contra Eintracht Braunschweig. En el partido inaugural, el 1. FC Magdeburg perdió 0-3 en  Bundesliga lado SV Werder Bremen, esta vez 24 300 espectadores había llegado. En los partidos restantes de la temporada, 10 800 espectadores fueron a ver 1. FC Magdeburg juego de media.
El primer partido internacional se llevó a cabo el 29 de julio de 2007, cuando El equipo nacional femenino alemán los superó sus  homólogos daneses 4-0 frente a 10,735 espectadores.
En 2009, el estadio fue sede de la final del Campeonato Europeo Sub-17 de la UEFA 2009.

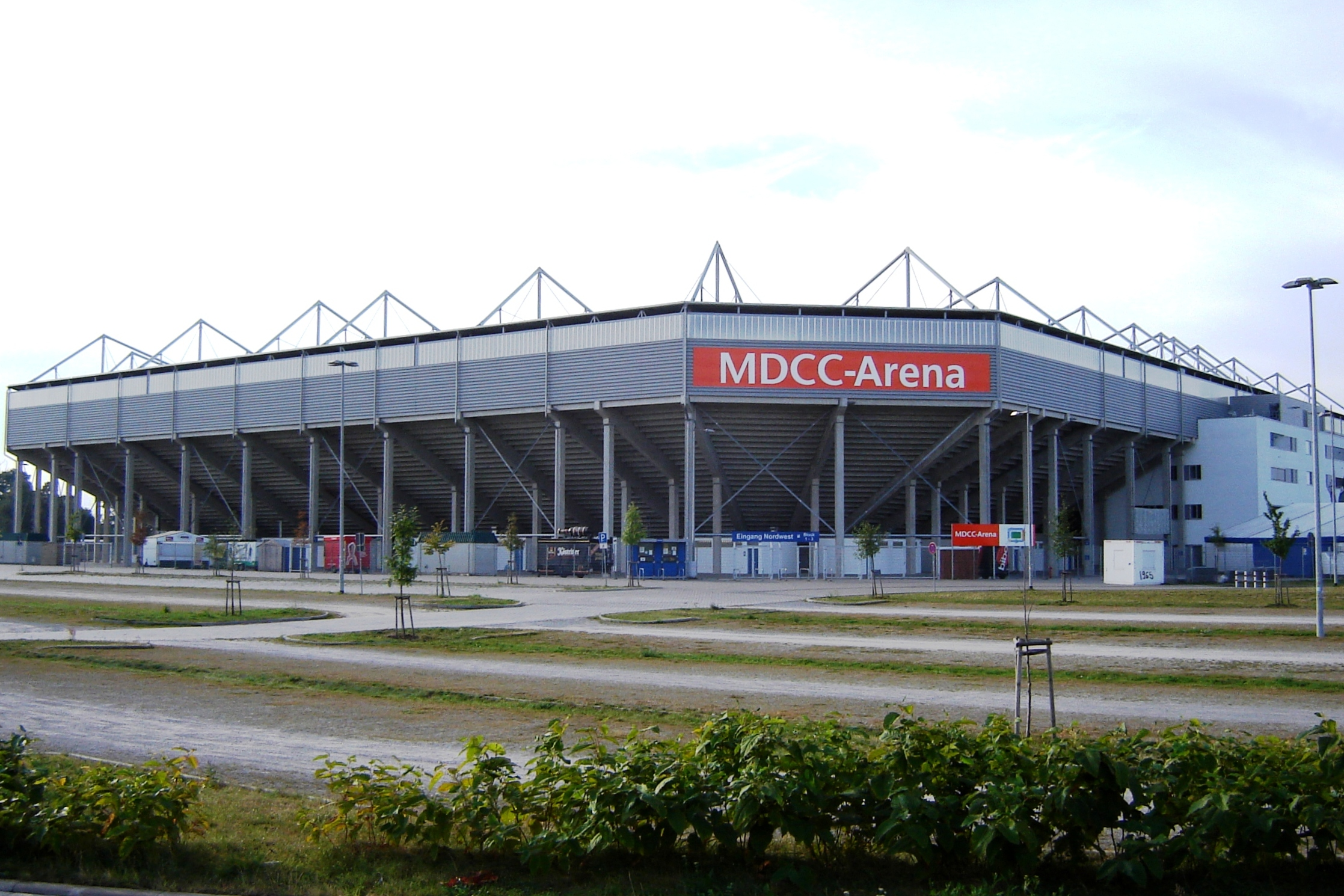
Exterior.

En julio de 2009, la empresa de ISP local y TV Cable MDCC anunció que había firmado un contrato de cinco años acuerdo de patrocinio con el operador del estadio bajo las cuales el estadio se conoce como MDCC-Arena

## Datos del estadio
El estadio es un estadio de fútbol-sólo ha cubierto, es decir, sin una pista de atletismo. Tiene una capacidad de 27 250 personas; de ellas una capacidad de 4800 está de pie habitación. Para todos los asientos coincide con el espacio de pie se puede convertir en 2650 asientos, la creación de una capacidad de 25 000. Además, hay 15 cajas con un total de 180 asientos, así como 430 asientos de negocios. El estadio también cuenta con 64 plazas para  personas con discapacidad. Por otra parte, 40 medios de prensa asientos disponibles. La distancia máxima desde el terreno de juego es de 32 metros.
El proyector se adjunta a la azotea del estadio, así como los dos de 30 m² pantallas. El terreno de juego se 105 metros (114,8 yd; 114,8 yd) larga y 68 metros (74,4 yd; 74,4 yd) amplia, tiene subsuelo calentar. El costo total de la construcción fue de 31 millones de euros.

## Galería

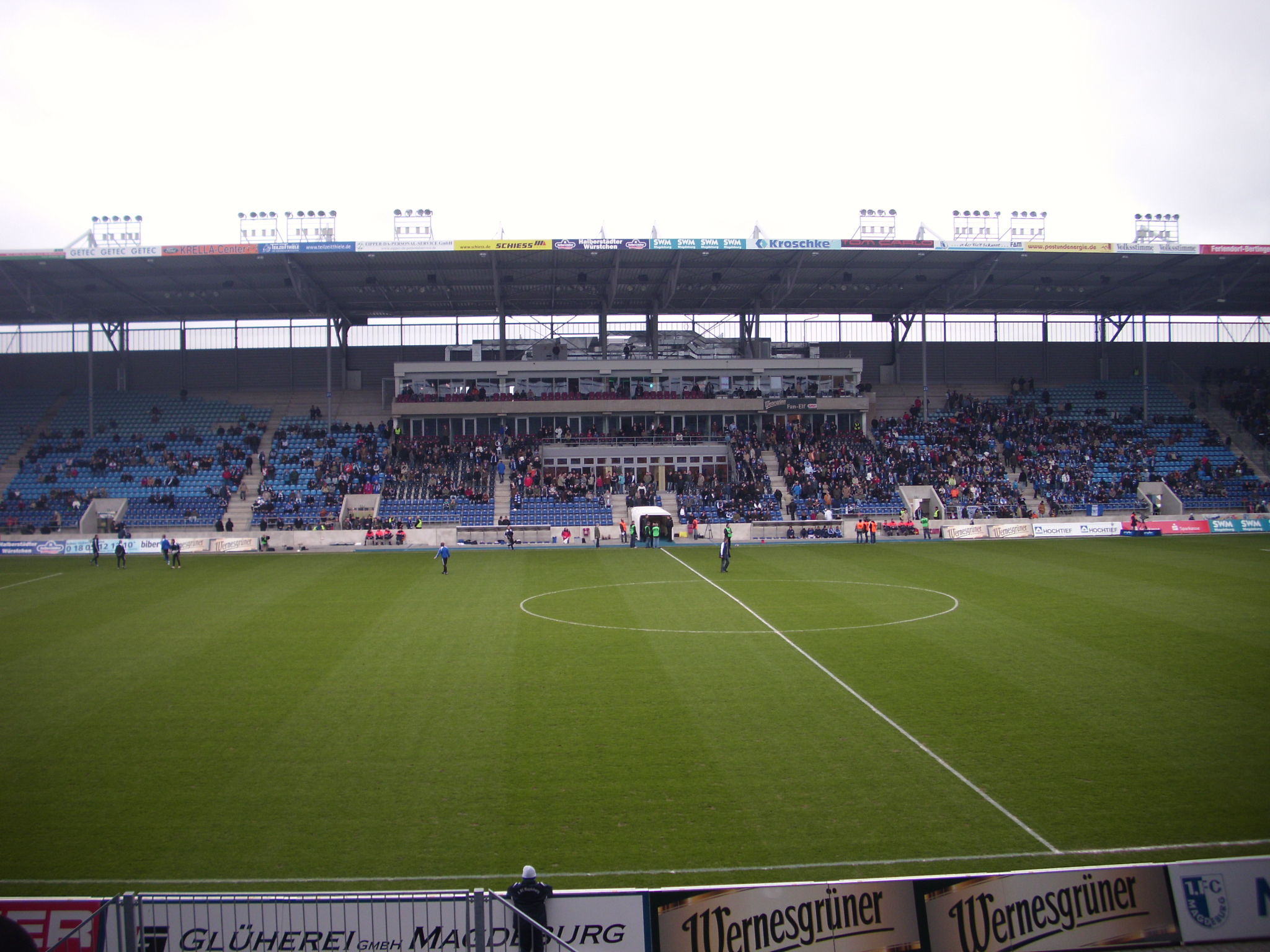
Vista desde la zona VIP
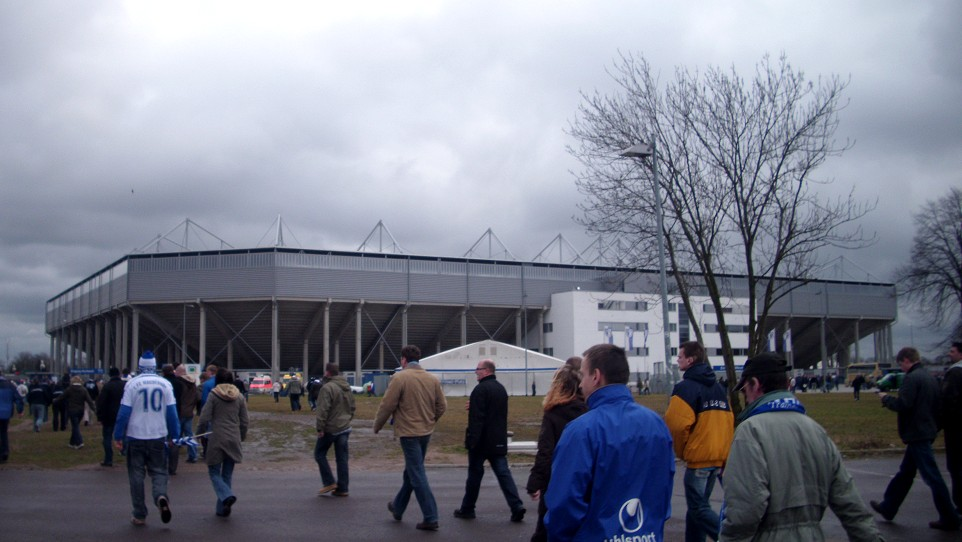
Vista de la fachada exterior
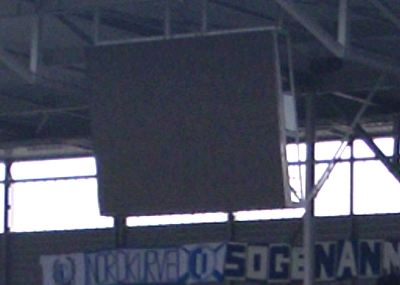
Marcador electrónico
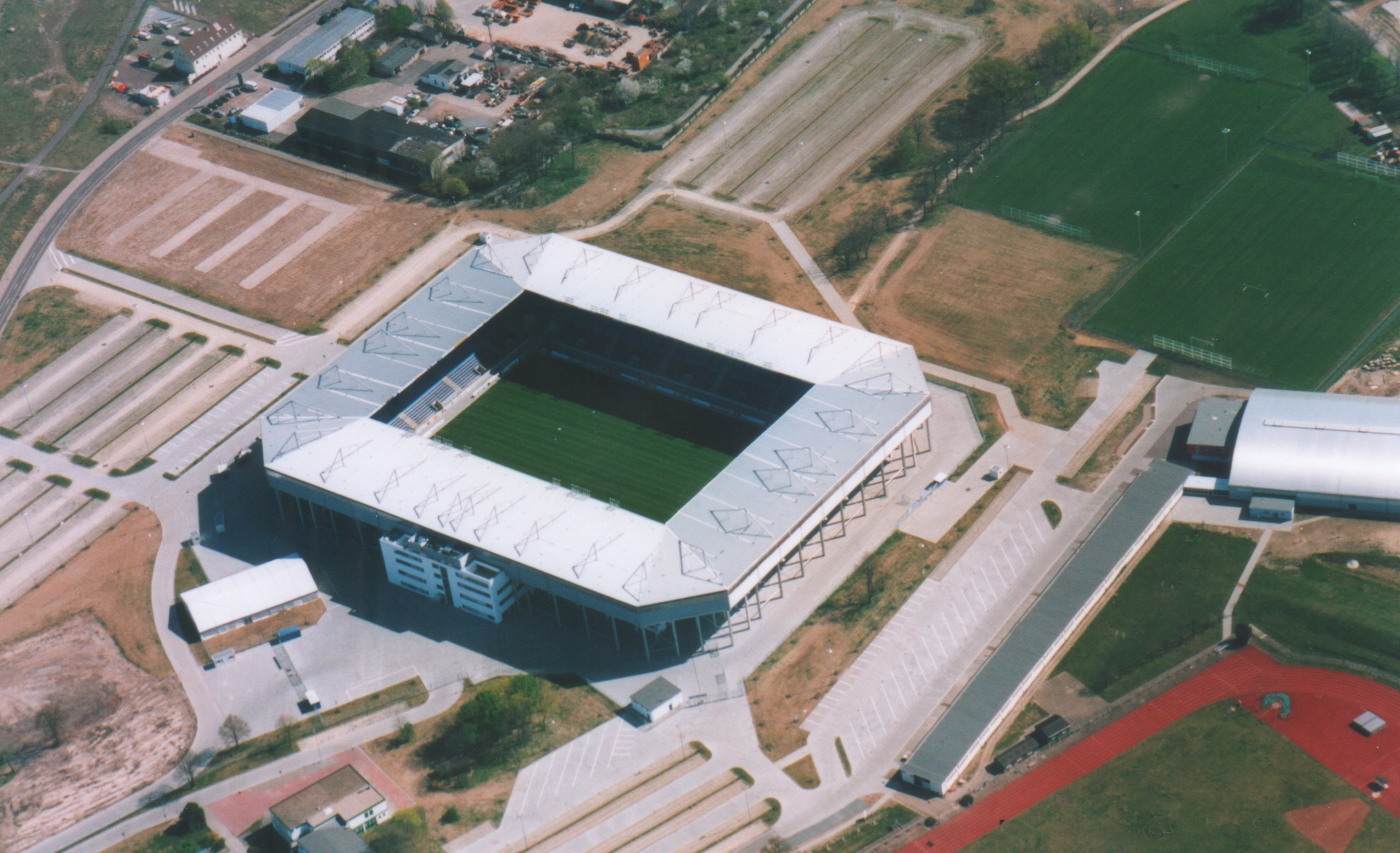
Vista aérea
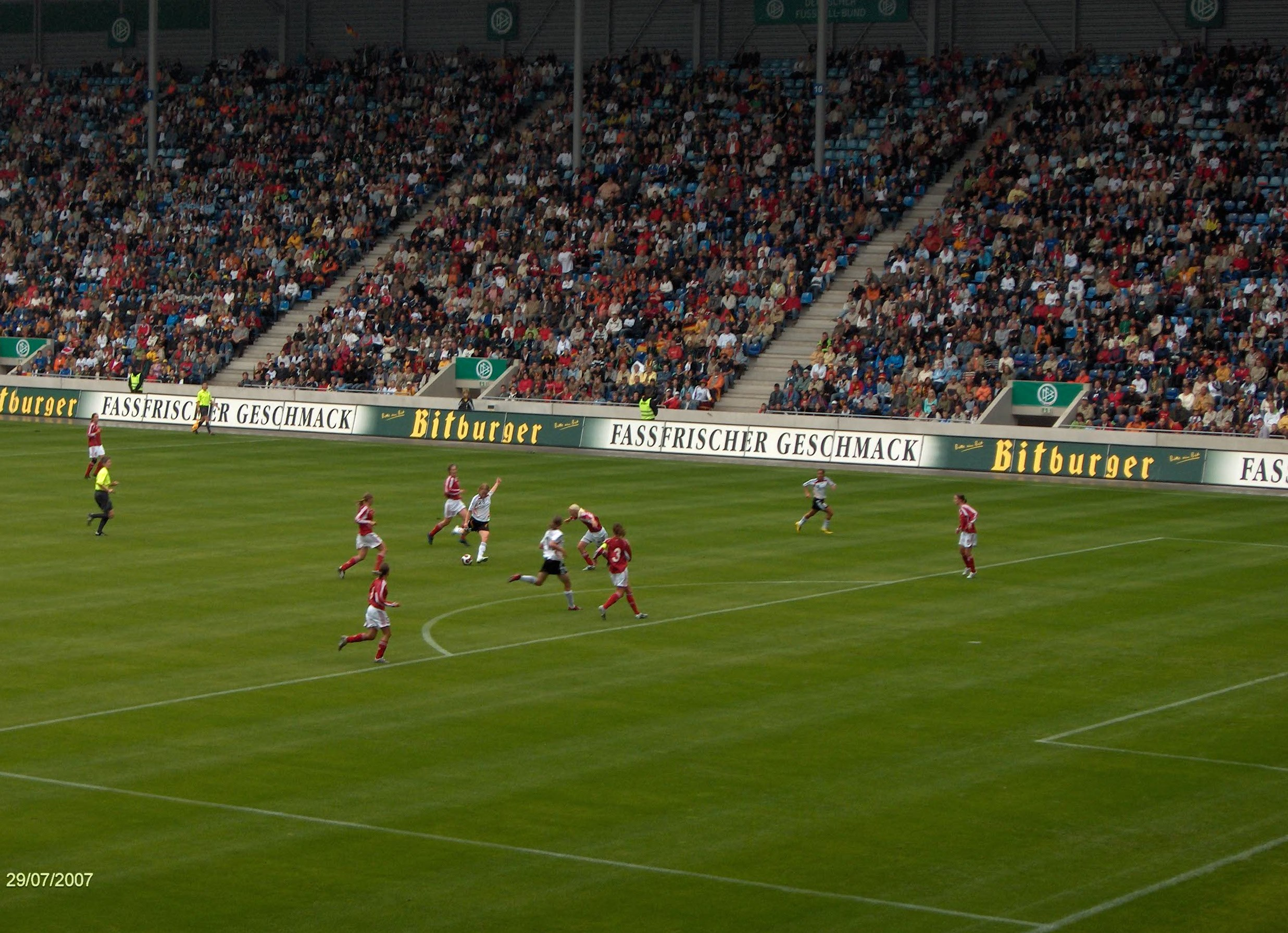
Amistoso femenino Alemania - Dinamarca